# Loureda (Arteijo)
Loureda (llamada oficialmente Santa María de Loureda) es una parroquia y una aldea española del municipio de Arteijo, en la provincia de La Coruña, Galicia.

## Organización territorial
La parroquia está formada por veintinueve entidades de población, constando diecisiete de ellas en el nomenclátor del Instituto Nacional de Estadística español:

### Entidades de población
Entidades de población que forman parte de la parroquia:
- Allán
- As Rañeiras
- Balay[6] (Balai)
- Barreiros (As Barreiras)
- Caldopazo (Cal do Pazo)
- Cancelo
- Carril
- Casasnovas (As Casas Novas)
- Ervedíns
- Fojo[7] (O Foxo)
- Fortesende
- Iglesario (O Igrexario)
- Lamamá (Lama Má)
- Laranjos[8] (Os Laranxos)
- Loureda
- Manoy (Manoi)
- Marcinado[9] (Marciñado)
- Mins
- Puente do Ba[10] (A Ponte do Va)
- Queira (A Queira)
- Quintán
- Rapa (A Rapa)
- Regocheo
- Rocheira (A Rocheira)
- Santa Leocadia (Santa Locaia)
- Tis
- Valle

### Despoblados
Despoblados que forman parte de la parroquia:
- Atín (O Atín)
- Campiño

## Demografía

### Parroquia
| Gráfica de evolución demográfica de Loureda (parroquia) entre 2000 y 2018 |
|                                                                           |
| Datos según el nomenclátor publicado por el INE.                          |

### Aldea
| Gráfica de evolución demográfica de Loureda (aldea) entre 2000 y 2018 |
|                                                                       |
| Datos según el nomenclátor publicado por el INE.                      |

## Patrimonio
- Iglesia de Santa María de Loureda. Iglesia románica del siglo XII, que conserva el ábside, abovedado y con arcos apuntados. El retablo interior es obra del escultor Xosé Ferreiro.
- Rectoral de Loureda. De estilo barroco rural.
- Pazo de Atín.
- Pedrafita de los Montes de Santa Locaia, también conocido como "Pedra do Guicho o Marco da Anta, único menhir del megalitismo de la Costa de la Muerte que se encuentra en los lindes de Arteijo y de Laracha, siendo reivindicado por ambos ayuntamientos.[11]

## Festividades
La fiesta patronal de Loureda es nuestra Señora, el 15 de agosto. En el mes de junio también se celebra el Corpus y, el día 13, San Antonio. El 16 de julio se festeja la Virgen del Carmen.

## Gastronomía
Eugenio Carré Aldao hace referencia en las páginas de El Ideal Gallego, en 1921, a la elaboración de un tipo de pan grande y de forma piramidal llamado 'Arteixana' que se hacía con pan de maíz y que se condimentaba y vendía en la aldea Foxo. La tradición de producción de pan continúa hoy, y desde 1975, en el lugar de Mins, con la elaboración de panes cocidos en horno de leña.

## Tradiciones
El historiador local Xabier Maceiras documentó la existencia del juego tradicional Los paquetes, que se inició en la desaparecida taberna Casa Trigo de O Foxo y que se continúa celebrando hoy en el Iglesario.[cita requerida]